# Leonid Aristarchovič Pčёlkin
Leonid Aristarchovič Pčёlkin (8 febbraio 1924 – Mosca, 25 settembre 2004) è stato un regista sovietico.

## Filmografia parziale

### Regista
- Mat' i mačecha (1964)
- Poslednij rejs Al'batrosa (1971)